# Gizella Farkas
Gizella "Gizi" Farkas, född 20 november 1925 i Miskolc i Ungern, död 9 september 1996 i Wien i Österrike, var en ungersk bordtennisspelare. 
Hon vann världsmästerskapstiteln i singel 3 år i rad 1947 – 1949, sedan mötte hon Angelica Rozeanu i finalen 4 år i rad men lyckades inte vinna över henne. Totalt vann hon 27 medaljer i Bordtennis VM varav 10 guld, 9 silver och 8 brons.

## Hall of Fame
- 1995 valdes hon in i International Table Tennis Foundation Hall of Fame.

## Meriter
- Bordtennis VM
  - 1947 i Paris
    - 1:a plats Singel
    - 1:a plats dubbel (med Gertrude Pritzi)
    - 1:a plats mixed dubbel (med Ferenc Soós)
    - 2:a plats med det ungerska laget

  - 1948 i Wembley Arena, London
    - 1:a plats Singel
    - 2:a plats med det ungerska laget

  - 1949 i Stockholm
    - 1:a plats Singel
    - 1:a plats dubbel (med Helen Elliott)
    - 1:a plats mixed dubbel (med Ferenc Sidó)
    - 3:e plats med det ungerska laget

  - 1950 i Budapest
    - 2:a plats singel
    - 2:a plats dubbel (med Angelica Rozeanu)
    - 1:a plats mixed dubbel (med Ferenc Sidó)
    - 2:a plats med det ungerska laget

  - 1951 i Wien
    - 2:a plats singel
    - 3:e plats dubbel (med Rozsi Karpati)

  - 1952 i Bombay
    - 2:a plats singel
    - 3:e plats dubbel (med Edit Sagi)
    - 3:e plats mixed dubbel (med József Kóczián)

  - 1953 i Bukarest
    - 2:a plats Singel
    - 1:a plats dubbel (med Angelica Rozeanu)
    - 3:e plats mixed dubbel (med József Kóczián)
    - 3:e plats med det ungerska laget

  - 1954 i London
    - 3:e plats dubbel (med Angelica Rozeanu)
    - 1:a plats mixed dubbel (med Ivan Andreadis)
    - 2:a plats med det ungerska laget

  - 1959 i Dortmund
    - 3:e plats mixed dubbel (med Zoltán Berczik)
- Bordtennis EM
  - 1958 i Budapest
    - 1:a plats mixed dubbel (med Zoltán Berczik)

  - 1960 i Zagreb
    - 1:a plats med det ungerska laget
- Ungerska mästerskapen
- 1940 - Singel och dubbel (med Anna Sipos) samt mixed dubbel (med Josef Farkas)
- 1942 - Singel och dubbel (med Sara Kolozsvari)
- 1943 - Singel och dubbel (med Sara Kolozsvari) samt mixed dubbel (med Josef Farkas)
- 1944 - Singel och dubbel (med Ilona Kiraly) samt mixed dubbel (med Ferenc Sidó)
- 1946 - Singel och dubbel (med Ida Ferenczy) samt mixed dubbel (med Josef Farkas)
- 1947 - Singel och dubbel (med Gertrude Pritzi) samt mixed dubbel (med Ferenc Soós)
- 1948 - Singel och dubbel (med Ilona Kiraly) samt mixed dubbel (med Ferenc Soós)
- 1949 - Singel och dubbel (med Ilona Kiraly samt mixed dubbel (med Ferenc Sidó)
- 1950 - Singel och dubbel (med Agnes Almasi) samt mixed dubbel (med Ferenc Sidó)
- 1951 - Singel och dubbel (med Ilona Kiraly samt mixed dubbel (med Ferenc Sidó)
- 1952 - Singel och dubbel (med Ilona Kiraly) samt mixed dubbel (med Josef Farkas)
- 1953 - Singel och dubbel (med Agnes Almasi) samt mixed dubbel (med József Kóczián)
- 1954 - Dubbel (med Angelica Rozeanu)
- 1956 - Singel och mixed dubbel (med Ferenc Sidó)
- 1957 - Mixed dubbel (med Zoltán Berczik)
- 1958 - Dubbel (med Imrene Kerekes)
- 1960 - Dubbel (med Imrene Kerekes)